# تاريخ المستشفيات في فلسطين
لقد شكّل موقع فلسطين الجغرافي المميّز مُلتقى الحضارات البابلية، المصرية القديمة واليونانية، ثمّ الرومانية والعربية. ولاشك أنّ المعلومات الطبية المتاحة لدى هذه البلدان كانت متاحة أيضًا لدى فلسطين التي كانت تشكل مركزًا تجاريًا تتلاقى فيه الحضارات وتتبادل التأثير، وكانت معبرًا لكل العلوم الطبية والفلسفية والدينية، ليس آخرها انتقال الحروف الأبجدية إلى العالم المتحضر في ذلك الوقت.
لقد أنشأ المصريون القدماء أول مستشفيات في التاريخ إلى جانب المعابد وكانت تسمى «بير عنخ» أي بيوت الحياة، وكان المرضى ينامون فيها تحت عناية رجال الدين، وانتقلت الفكرة إلى اليونان حيث أسست معابد إسكولابيوس، واستمرت العناية بالمرضى كما يفرضه الواجب الإنساني في كل الأنحاء. وفي فلسطين كانت تنتشر عبر التاريخ أمراض كثيرة كالموجودة في حوض البحر المتوسط، وقد ذكرت التوراة، العديد من الأمراض، كالملاريا والجدري والصرع والهيضة والسل والطفيليات المعوية والبرص وغيرها. كما ذكر الإنجيل أيضًا بعض الأمراض في سياق معجزات عيسى (عليه السلام). كانت المستشفيات مراكز إجتماعية تساهم في صحة المجتمع ونظافة البيئة وتعليم الأطباء والكادر الطبي طرق العناية بالمرضى، بالإضافة إلى صناعة الصيدلة وتركيب الأدوية للمرضى الداخليين والمترددين على العيادات الخارجية التي كانت موجودة في كل مستشفى، حيث يذهب الناس لإستشارة الأطباء وتلقي العلاج. وقد شهدت العصور الذهبية العربية الإسلامية مستشفيات، أو بيمارستانات في معظم العواصم في بغداد ودمشق وحلب وغرناطة ومراكش وفاس والقاهرة وغيرها حتى بلغ عدد المستشفيات في العالم الإسلامي حوالي أكثر من مائة مستشفى.

## المستشفيات في فلسطين قبل الإسلام[2]
لقد أسّس هيركانوس الأول (من عهد المكابيين الحشمونيين 104-175 ق.م) ما يشبه مستشفى في مدينة القدس مستفيدًا من النقود التي وجدها في قبر داوود. وكان المستشفى مخصصًا لإيواء المرضى والحُجّاج من زوار المدينة الذين يحتاجون للراحة من عناء السفر.
في سنة 325م اعتنقت الملكة هيلينا، والدة القيصر قسطنطين العقيدة المسيحية، فانصب اهتمامها على بناء الكنائس على الأماكن التي استحوذت على الباب المؤمنين المسيحيين كالمكان الذي صلب فيه السيد المسيح وشهد قيامته (كنيسة القيامة)، والمكان الذي ولد فيه (كنيسة المهد) في بيت لحم، كذلك المكان الذي دفن فيه إبراهيم وأبناؤه عليهم السلام (الحرم الإبراهيمي) في الخليل.
ومع بناء هذه الكنائس، وبدء توافد الحجيج من مختلف أنحاء العالم المسيحي أخذ الاهتمام بفلسطين منحى جديدًا. ففي عام 325م قرر القنصل فيسيا إنشاء فندق وما يشبه ومستشفى ملحقين بكنيسة بُنيت على تلة الجولجوتا في القدس وسميت «بازيليكا» على اسم القيصر «بازيليوس». وقد ذكر المطران اليوناني كيريللوس (313-387 م) وجود مستشفى في المدينة سنة 348م.
بعد ثورة السامريين عام 529م، وتردي الأوضاع في البلاد رجا بطريرك القدس بطرس، القديس سابا أن يسافر إلى القسطنطينية ويطلب من القيصر جوستنيان (527-565) أن يخفّف الضرائب التي يجب أن يدفعها سكان فلسطين، وذلك بسبب الدمار الذي سببته السامرة هناك. وقال القديس سابا للقيصر: «أرجوكم أن تخفضوا ضرائب فلسطين، لأن السامرة قتلت سكانها ودمروها، ويمكن للقيصر أن يأمر بإعادة بناء الكنائس التي دمرها السامريون، وأن يبني في القدس مستشفى للحجاج».
ووافق القيصر على جميع هذه الطلبات، وأعاده مع ضابط زوده بتعليمات، وعند وصول الضابط إلى القدس أسس الضابط مستشفى للحجاج. وربما كان هذا المستشفى مجرد توسيع للمستشفى القديم، وجزءًا من كنيسة جوستنيان التي سميت («نيا» Nea الجديدة) وبنيت على سطح كنيسة «بازيليكا» المشيدة فوق بركة سلوان.
وكان المستشفى يحتوي في البداية على مئة سرير، ثم أمر الإمبراطور بزيادة الأسرة إلى مائتين. وذكر المؤرخون أن ثمة مستشفى آخر أقيم بعد مستشفى جوستنيان بحوالي نصف قرن، وقد تم إنشاؤه في القدس، ويعود الفضل في إنشائه إلى البابا غريغوريوس الأول (590-604 م) وكان موقعه قرب كنيسة القيامة (حارة الدباغة).
وقد دمر هذا المستشفى أثناء الغزو الفارسي عام 614م ضمن ما دمر في المدينة. وأمر بترميمه هراقليوس الذي استعاد القدس عام 624م من الفرس بحيث كان قائمًا أثناء الفتح الإسلامي للمدينة. وقد دمرت الكنيسة والمستشفى اثر زلزال ضرب المنطقة في القرن الثامن، وقد ظهرت أثار الكنيسة في حفريات أجريت بعد حرب حزيران/ يونيو 1967 جنوب الساحة الألمانية. وقد سمح الخليفة المستنصر بالله الفاطمي عام 1062م لتجار إيطاليين برعاية وبناء مثل هذه الأماكن  فبنوا كنيسة مريم مع مستشفى، وفي عام 1063م توسعت وسميت مستشفى يوحنا، وكان صالحا للخدمة أثناء الحروب الصليبية وبعد احتلال القدس فتم الانتفاع به لبداية لنشاط «الهوسبتاليين» (المشافيين)، أو فرسان يوحنا، في هذا المضمار، ولاحقًا عمل في هذا المستشفى الطبيب الفلسطيني يعقوب بن صقلاب المتوفي عام 1228م، وكتب تفاصيل العمل في المستشفى في «قوانين روجر دي مولان» 1177-1187م حيث يقول«أن لخدمة الفقراء في المستشفى في القدس يسمى للعمل أربعة أطباء متعلمين، الذين يمكنهم من أخذ عينات البول، ويساعد المرضى في تركيب الأدوية». وفي عام 1070م أنشأ جماعة من حجاج أمالفي (إيطاليا) نزلًا في بيت المقدس بادر إليه الحجاج الفقراء، وأذن الوالي المصري على بيت المقدس لقنصل أمالفي أن يختار موقعًا مناسبًا، وتقرر تدشين الدار باسم القديس يوحنا المتصدق، بطريك الإسكندرية في القرن السابع، وكان جل القائمين على هذه الدار من الرهبان الأمالفيين. وعندما استولى الصليبيون على القدس كان مقدم هذه الدار يسمى جيرار، الذي أسس طائفة مستقلة اتخذت اسم الـ «إسبتارية» وتدين بالطاعة للبابا مباشرة واتخذوا شارة صليب أبيض على ستراتهم فوق أدواتهم الحربية لتميزهم عن سائر الطوائف.

## مستشفيات فلسطين في العصور الإسلامية[2]
لعلّ أشهر من عمل في الطب في العصر الأموي هو خالد بن يزيد بن معاوية الذي كان يحاضر في صحن الصخرة ببيت المقدس، وكان عمر بن عبد العزيز من رواد حلقاته في التطبيب والتثقيف الصحي. وقد تلقى خالد العلم على يديّ الراهب مريانوس المقدسي الذي علمه صناعة الطب والكيمياء وتحضير العقاقير الطبية.
وفي العصر العباسي ذاع صيت عدد من الأطباء في مدن الرملة وعسقلان وطبرية، مثل بولس بن حنون، الذي أتى ذكره في مجلس طبي في بغداد، وأبو الفتح كشاجم الذي أستقر عند زعيم القرامطة الذي كان يحتل الرملة 967-976م. وفي القدس كان يوسف النصراني، بطريرك القدس يمارس الطب أيضًا 980 م. كما أشتهر في القدس كذلك الأنبا زخريا بن ثوابة والطبيب سعيد التميمي وحفيده محمد بن أحمد بن سعيد التميمي حوالي 1000م الذي تعلم على يد الأنبا زخريا، ثم انتقل إلى الرملة في فلسطين وعمل لدى طغج الإخشيدي، ثم توجه إلى مصر في البلاط الفاطمي، حيث ألف العديد من المؤلفات في الطب والترياق.   
وأول مستشفى بُني في فلسطين إبان العصر الإسلامي كان في زمن الفاطميين، ولم يعرف اسم بانيه، أو سنة بنائه، لكنه يرجح أنه بني في الزمن نفسه الذي بنيت فيه دار العلم الفاطمية 1009 م، أي في زمن الحاكم بأمر الله الفاطمي، وظل عامراً ما يقرب من قرن إلى أن أحتل الفرنجة مدينة القدس 1099م. وقد بني هذا المستشفى في الناحية الجنوبية من المسجد الأقصى، لعله مكان الزاوية الختنية، وهي الآن وراء المسجد الأقصى.
وقد جاء ذكر هذا البيمارستان في رحلة الإيراني ناصر خسرو الذي زار القدس عام 1047م: «وفي بيت المقدس مستشفى عظيم عليه أوقاف طائلة ويصرف لمرضاه العديدين العلاج والدواء، وفيه أطباء يأخذون مرتباتهم من الوقف». وهذا المستشفى ومسجد الجمعة يقعان على حافة وادي النار.